# 楼宇烈
楼宇烈（1934年—），男，汉族，浙江嵊县人，中国哲学家、哲学史家、教育家，北京大学哲学系教授，曾任中国宗教学会顾问。